# Vitznau
Vitznau – miejscowość i gmina w środkowej Szwajcarii, w kantonie Lucerna, w okręgu Luzern-Land. Leży nad Jeziorem Czterech Kantonów (Vierwaldstättersee).

## Demografia
W Vitznau mieszka 1 431 osób. W 2021 roku 27,9% populacji gminy stanowiły osoby urodzone poza Szwajcarią. 

## Historia
Rejon Vitznau jest zamieszkany od paleolitu, czego dowodzi jaskinia odkryta w 1913 roku. Miejscowość po raz pierwszy wspomniano w 998 roku, będącą w posiadaniu klasztornym. W 1282 roku należała do Habsburgów, a w 1380 roku została kupiona jako część miasta Weggis. Vitznau nie było samodzielną gminą aż do 1798 roku, ale częścią Weggis. Od 1798 roku do 1803 roku było to miasto w okręgu Lucerna. W 2005 powstał projekt połączenia Greppen, Weggis i Vitznau, lecz odłożono go na czas nieokreślony. 

## Transport

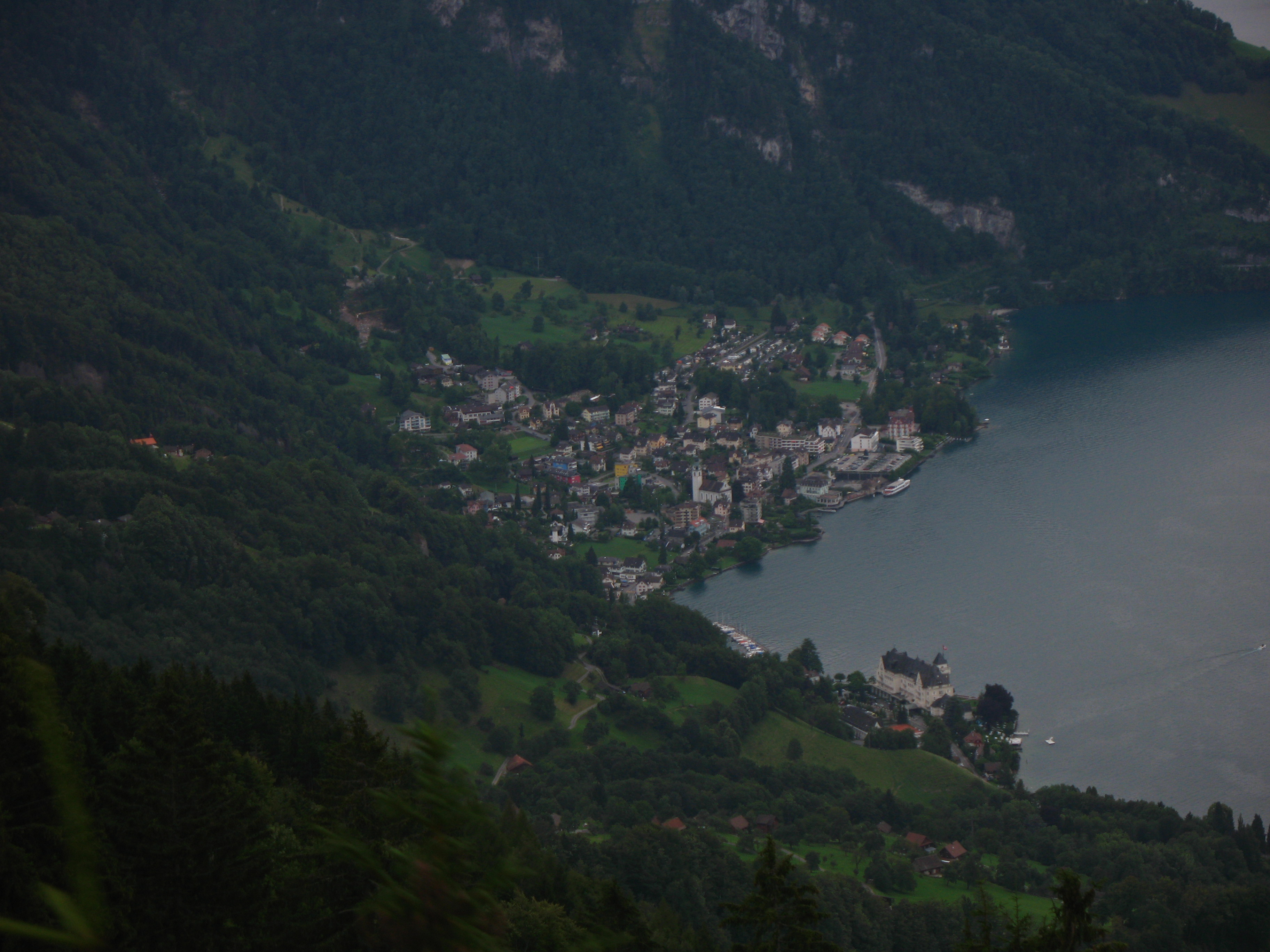
Widok na Vitznau z kolejki linowej Vitznau-Rigi-Bahn

Przez teren gminy przebiega droga główna nr 2b. 
Vitznau posiada kolej zębatą Vitznau-Rigi-Bahn, zbudowaną w 1871 roku, która prowadzi na szczyt Rigi.